# MPM-10
El MPM-10 (Matériel sur Pneumatiques de Montréal 2010), conocido comercialmente como Azur, es un modelo de tren de rodadura neumática utilizado en el Metro de Montreal. Fue desarrollado por un consorcio entre Bombardier Transportation y Alstom y entregado entre 2015 y 2021, con el fin de renovar la flota del metro, particularmente en la línea naranja y parte de la línea verde.

## Historia
A inicios de la década de 2010, la Société de transport de Montréal (STM) lanzó un plan para modernizar su red de metro, que incluía la sustitución de los antiguos trenes MR-63 —en servicio desde 1966— y parte de los MR-73. En 2010 se firmó un contrato con el consorcio Bombardier-Alstom para la fabricación de 52 trenes de 9 coches cada uno, con opción de expansión.
Las primeras pruebas dinámicas se realizaron en 2014, y el primer tren entró en servicio en abril de 2016. Posteriormente, se ordenaron 2 trenes adicionales como compensación por retrasos en la entrega, y en 2018 se sumaron otros 17 trenes, alcanzando un total de 71 trenes (639 coches). La entrega finalizó en diciembre de 2021, cuando se puso en servicio el último tren.
El MPM-10 fue diseñado especialmente para la infraestructura del Metro de Montreal, que opera con rodadura neumática y electrificación mediante tercer riel. A diferencia de los trenes anteriores, los Azur cuentan con pasillos interconectados en todo su largo, aire forzado, pantallas LED de información, cámaras de seguridad y espacios para personas con movilidad reducida. Además, están equipados con frenado regenerativo y control automático de trenes (ATO).
El nombre "Azur" fue elegido mediante un concurso público realizado en 2012, evocando la idea de modernidad y fluidez, y haciendo referencia a los colores fríos de la nueva decoración interior.

## Diseño
El diseño del MPM-10 se basa en tecnologías desarrolladas por Alstom para trenes como el MP 89 y el MP 05 del Metro de París, pero adaptado a las especificaciones de la STM y a las condiciones particulares del sistema montrealés, como el uso intensivo de zapatas de freno de madera para evitar la producción de polvo metálico en túneles cerrados.
Aunque es un tren con cabina, su diseño permite una futura automatización si se decide implementar ese sistema.